# Garfield (Minnesota)
Garfield és una població dels Estats Units a l'estat de Minnesota. Segons el cens del 2007 tenia 304 habitants.

## Demografia
Segons el cens del 2000, Garfield tenia 281 habitants, 111 habitatges, i 71 famílies. La densitat de població era de 140,9 habitants per km².
Dels 111 habitatges en un 36,9% hi vivien nens de menys de 18 anys, en un 51,4% hi vivien parelles casades, en un 8,1% dones solteres, i en un 36% no eren unitats familiars. En el 32,4% dels habitatges hi vivien persones soles el 9,9% de les quals corresponia a persones de 65 anys o més que vivien soles. El nombre mitjà de persones vivint en cada habitatge era de 2,53 i el nombre mitjà de persones que vivien en cada família era de 3,24.
Per edats la població es repartia de la següent manera: un 29,5% tenia menys de 18 anys, un 11,4% entre 18 i 24, un 29,5% entre 25 i 44, un 19,6% de 45 a 60 i un 10% 65 anys o més.
L'edat mediana era de 31 anys. Per cada 100 dones de 18 o més anys hi havia 90,4 homes.
La renda mediana per habitatge era de 30.000 $ i la renda mediana per família de 35.714 $. Els homes tenien una renda mediana de 27.500 $ mentre que les dones 20.833 $. La renda per capita de la població era de 12.847 $. Entorn del 13,5% de les famílies i el 15,6% de la població estaven per davall del llindar de pobresa.

## Poblacions més properes
El següent diagrama mostra les poblacions més properes.